# Diethelm Jonas
Diethelm Jonas (* 1953 in Recklinghausen) ist ein deutscher Oboist und Dozent.

## Leben
Diethelm Jonas studierte in Essen an der Folkwang Universität der Künste, in London an der Royal Academy of Music bei Evelyn Rothwell-Barbirolli und in Freiburg an der Hochschule für Musik bei Heinz Holliger. Er gewann zahlreiche nationale und internationale Wettbewerbe. 
Diethelm Jonas folgte 2001 einem Ruf an die Musikhochschule Lübeck, nachdem er seit 1980 einen Lehrstuhl für Oboe an der Musikhochschule Trossingen innehatte.  
Diethelm Jonas hat in über 25 Jahren als Solooboist der Sinfonieorchester in Essen, München (BR-Sinfonieorchester) und Stuttgart (Radio-Sinfonieorchester Stuttgart des SWR, seit 2016 SWR Symphonieorchester) unter vielen bedeutenden Dirigenten gespielt: u. a. Bernstein, Kubelik, Solti, Sinopoli, Leinsdorf, Böhm, Haitink, Celibidache, Giulini; als Mitglied des Luzerner Festivalorchesters auch zehn Jahre unter Claudio Abbado. 
Seine Soloverpflichtungen und Meisterkurse führen ihn regelmäßig nach Taiwan, China, Japan und Südamerika. An der Geidai-Universität in Tokio unterrichtet er alle zwei Jahre als Gastprofessor.
Von den mehr als 25 CD-Aufnahmen, u. a. mit seinem Aulos-Quintett und dem Bläseroktett Sabine Meyer, wurden einige mit dem Deutschen Schallplattenpreis (Echo-Preis) ausgezeichnet.